# Légion irlandaise
Cet article possède un paronyme, voir Brigade irlandaise (homonymie).
La Légion irlandaise est un bataillon français du Premier Empire constitué en 1803 en vue d'une future invasion de l'Irlande. Il fut ensuite étendu à un régiment et se distingua dans l'expédition de Walcheren ainsi que lors de la guerre d'indépendance espagnole. Il fut dissous en 1815.

## Historique

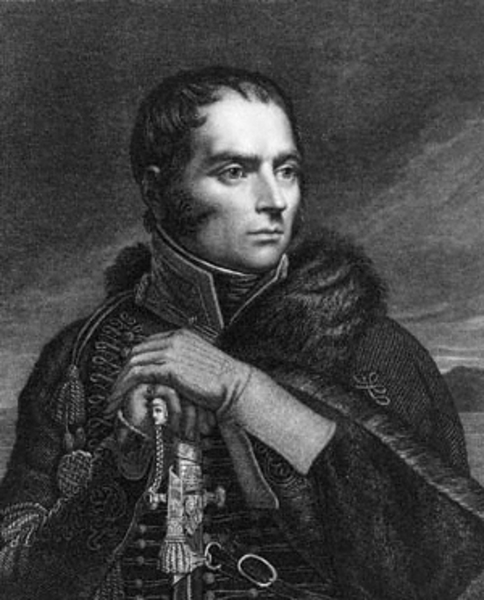
En 1804 sur décision de l'Empereur, Arthur O'Connor est envoyé à Morlaix pour y être employé avec le grade de général de division (24 février 1804) à la formation de la « brigade irlandaise ».

La Légion irlandaise fut créée le 31 août 1803 à Morlaix. Bernard MacSheehy, alors adjudant-général dans l'armée de Napoléon Ier, fut désigné pour former le régiment.
L'objectif de la Légion irlandaise était de rallier des Irlandais à la cause française pour une invasion de l'Irlande, récemment intégrée au Royaume-Uni. Le général Augereau avait reçu la charge de mener l'invasion, et souhaitait la présence d'Irlandais dans son armée. Cependant, la marine britannique remporta la bataille de Trafalgar en 1805, et Napoléon fut contraint d'abandonner ses plans de débarquement en Irlande (qui nécessitait des transports maritimes pour traverser la Manche), préférant se concentrer sur l'Autriche et l'Europe de l'Est.

## Formation et couleurs
La Légion irlandaise vit son statut finalement évoluer de bataillon à régiment, ce qui fit augmenter son contingent. Il en résulta un groupe diversifié, constitué aussi bien d'immigrés irlandais que d'Allemands ou de Polonais.
La Légion irlandaise avait son propre drapeau, et, en décembre 1805, reçut une aigle . Ce fut la seule unité étrangère dans l'armée française à laquelle Napoléon donna une aigle.
Les uniformes des membres de la Légion irlandaise étaient de couleur verte.

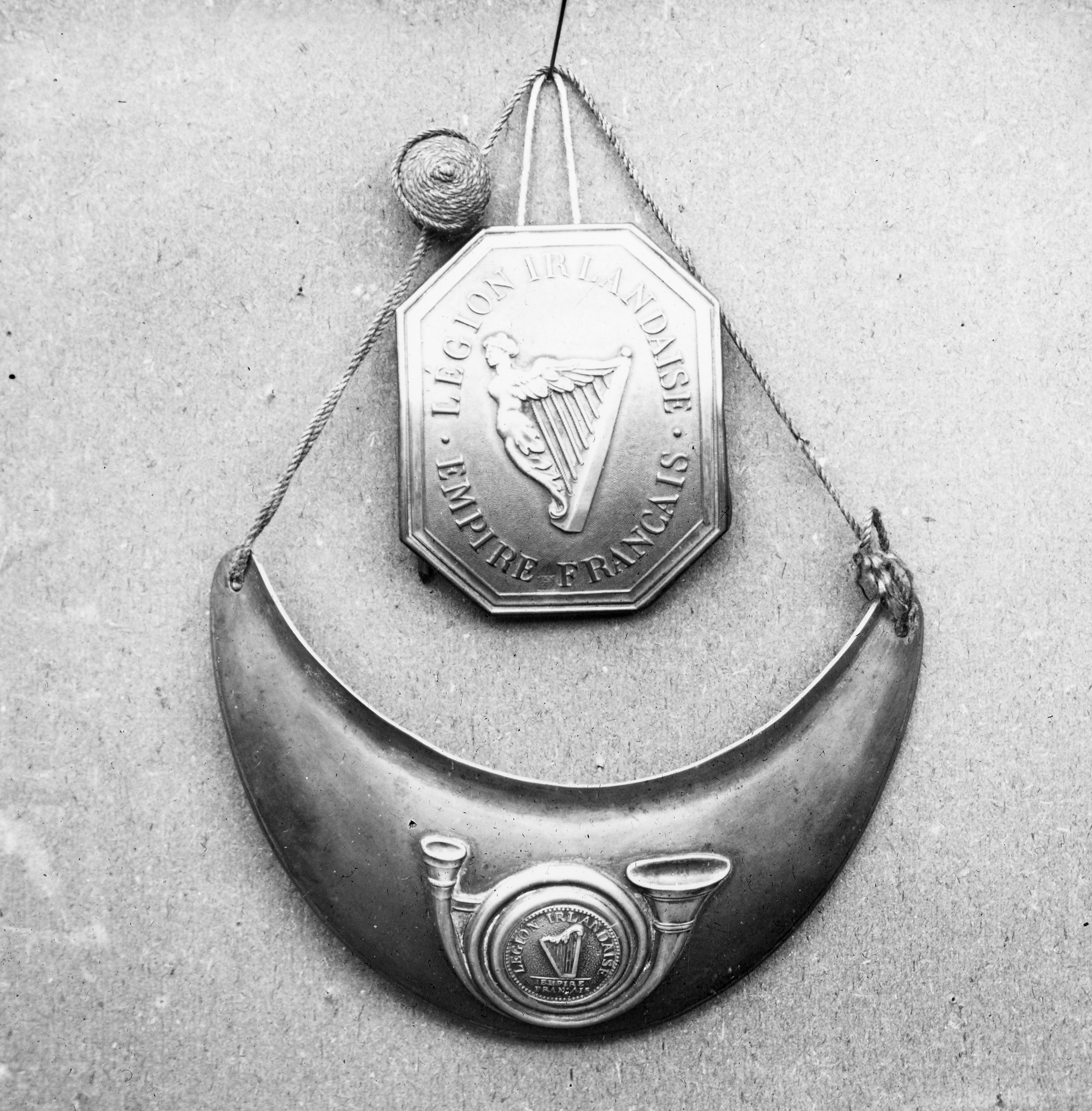
Plaque de ceinturon et hausse-col d'un soldat de la Légion irlandaise.
Étendard de la Légion irlandaise (avers).
Étendard de la Légion irlandaise (revers).

## Combats
Le premier bataillon combattit pour la première fois lors de la bataille de Flessingue ; le second quant à lui combattit lors la guerre d'indépendance espagnole, remportant une distinction lors du siège d'Astorga pour avoir mené la charge qui prit la ville. Au cours de la bataille, le tambour de la compagnie du capitaine John Allen continua à battre la charge après avoir perdu ses deux jambes, acte pour lequel il reçut la Légion d'honneur.

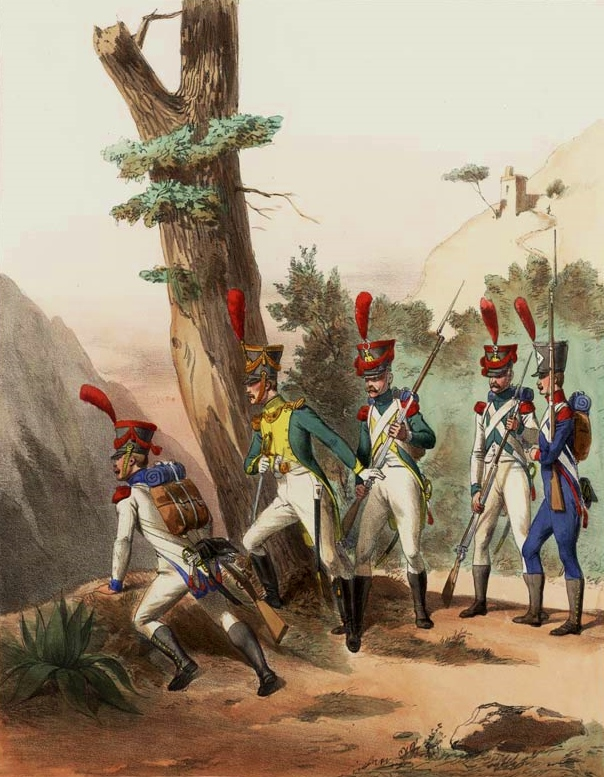
Les régiments étrangers de la Grande Armée, par Alfred de Marbot. Au centre, en uniformes verts, officier et homme de troupe de la Légion irlandaise.

## Démantèlement
Le régiment fut officiellement dissous par le roi Louis XVIII le 28 septembre 1815. Les couleurs furent brûlées et l'aigle détruit.